# Орден Югославской короны

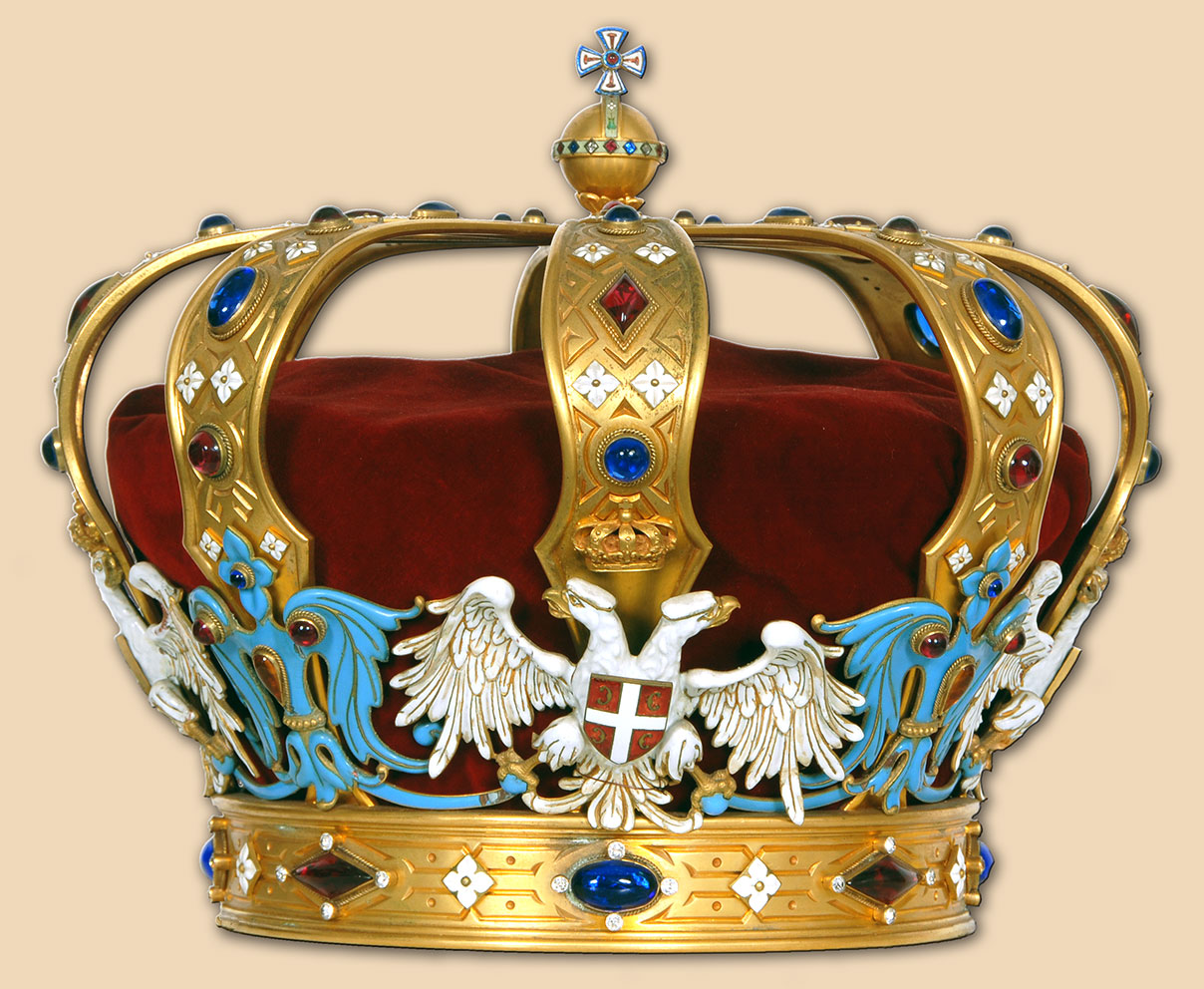
Королевская корона Югославии

Орден Югославской короны (серб. Орден Југословенске Круне) — государственная награда Королевства Югославия. Был учреждён 5 апреля 1930 года в память об изменении официального названия страны. Королевство сербов, хорватов и словенцев в 1929 году стало называться Королевством Югославия. Орденом награждались граждане Югославии за усердие в деле достижения национального единства и сотрудничества, за заслуги перед Короной, государством и нацией на государственной службе, а также иностранные граждане, в основном за дипломатические заслуги. Орден имел 5 степеней.

## История
6 января 1929 года король сербов, хорватов и словенцев Александр I Карагеоргиевич распустил сербскую Народную скупщину и взял на себя всю полноту власти, совершив тем самым государственный переворот 3 октября 1929 года государство стало называться Королевством Югославия. Был взят курс на создание единого народа — югославов. В честь этого события король 5 апреля 1930 учредил новый орден.

## Положение о награде
Награда присуждалась подданным Королевства Югославия за:

преданность делу сохранения национального единства или сотрудничества, или за заслуги перед Короной, государством и нацией в общественной деятельности; как и иностранным гражданам, преимущественно за дипломатические заслуги.
Оригинальный текст (сербохорв.)predanost radu na ostvarivanju nacionalnog jedinstva i saradnje, ili za zasluge prema Kruni, državi i naciji u javnim službama, kao i stranim državljanima, pretežno za diplomatske zasluge.

## Описание
Орден Югославской короны имел пять степеней и носился на ленте тёмно-синего цвета.
1. Орден Югославской короны имеет пять степеней:
1. 1-я, 2-я, 3-я, 4-я и 5-я степень.
2. Высшей степенью ордена Югославской короны является первая степень.
2. Изображение югославской королевской короны является частью художественного оформления всех степеней ордена Югославской короны. На оборотной стороне знак ордена имеет рельефную дата «3-X-1929» и королевский вензель «А».
3. 1-я и 2-я степени ордена имеют знак ордена и звезду ордена. 3-я, 4-я и 5-я степени — только знак ордена. Звезда ордена носится на левой стороне груди.
4. 1-я степень ордена носится на ленте через правое плечо.
5. 2-я и 3-я степени ордена носятся на шейной ленте.
6. 4-я и 5-я степени ордена носятся на треугольной колодке на левой стороне груди.
7. Знак ордена 4-й степени имеет золотистый цвет, знак ордена 5-й степени — серебристый цвет.
8. Знак ордена носится на синей муаровой ленте.
Элементы художественного оформления знака ордена и звезды

## Знаки ордена
Знаки ордена изготавливались французской фирмой Artis Bertrand и швейцарской фирмой Huguenin.
| 1-я степень | 2-я степень | 3-я степень | 4-я степень | 5-я степень |
| ----------- | ----------- | ----------- | ----------- | ----------- |
|             |             |             |             |             |
|             |             |             |             |             |

## Некоторые из награждённых
- Бойович, Петар (1930)
- Попович, Коча (1931)
- Виктор Александр[англ.]
- Флепс, Артур (1933)
- Браухич, Вальтер фон (1939, до начала Второй мировой войны)
- Луис Чукела[англ.]